# Kanton Le Port
Kanton Le Port (francouzsky Canton du Port) je francouzský kanton v departementu Réunion v regionu Réunion. Tvoří ho pouze město Le Port.